# 2. Wasserball-Liga 2016/17
Die Saison 2016/17 der 2. Wasserball-Liga war die elfte Spielzeit der zweithöchsten deutschen Spielklasse im Wasserball als viergleisige Liga (Nord, Ost, West und Süd).
Meister wurde im Norden die SpVg Laatzen, im Osten die tschechische Gastmannschaft von Stepp Praha, im Westen die SGW Köln und im Süden der SV Weiden.
In der Aufstiegsrunde setzte sich der Meister SGW Köln (West) und der Vertreter aus dem Süden SV Ludwigsburg 08 gegen den dritten aus dem Osten SV Zwickau 04 durch und stiegen in die Deutsche Wasserball-Liga auf. Aus dem Norden nahm keine Mannschaft ihr Teilnahmerecht am Aufstiegsturnier wahr.

## Nord
Im Norden wurde in der Vorrunde im Modus „Jeder gegen Jeden“ in einer Hin- und einer Rückrunde gespielt. Danach wurden die Ergebnisse der drei Zweitvertretungen gelöscht und die vier verbliebenen Mannschaften zogen in die Play-off Endrunde ein. In dieser sicherte sich die SpVg Laatzen den Norddeutschen Meistertitel. Alle aufstiegsberechtigten Mannschaften verzichteten auf die Aufstiegsrunde bzw. auf einen eventuellen Aufstieg ins Oberhaus. Nach der Saison zog die HSG Warnemünde seine Mannschaft in die Oberliga zurück.

### Vorrunde

#### Abschlusstabelle
| Pl. | Verein                            | Sp. | S  | U | N  | Tore    | Diff. | Punkte |
| --- | --------------------------------- | --- | -- | - | -- | ------- | ----- | ------ |
| 1.  | White Sharks Hannover II          | 12  | 10 | 1 | 1  | 200:850 | +115  | 21:30  |
| 2.  | Waspo 98 Hannover II              | 12  | 9  | 0 | 3  | 184:105 | +79   | 18:60  |
| 3.  | SpVg Laatzen                      | 12  | 8  | 1 | 3  | 181:850 | +96   | 17:70  |
| 4.  | Hellas 1899 Hildesheim            | 12  | 6  | 1 | 5  | 130:108 | +22   | 13:11  |
| 5.  | Poseidon Hamburg II (N)           | 12  | 4  | 1 | 7  | 129:136 | −7    | 09:15  |
| 6.  | Hamburger Turnerbund von 1862 (N) | 12  | 2  | 0 | 10 | 071:230 | −159  | 04:20  |
| 7.  | HSG Warnemünde                    | 12  | 1  | 0 | 11 | 068:214 | −146  | 02:22  |

(N) Aufsteiger aus der Oberliga

#### Kreuztabelle
Die Kreuztabelle stellt die Ergebnisse aller Spiele dieser Saison dar. Die Heimmannschaft ist in der linken Spalte aufgelistet und die Gastmannschaft in der obersten Reihe.
| Vorrunde 3. Dezember 2016 – 19. März 2017 | Vorrunde 3. Dezember 2016 – 19. März 2017 | White Sharks Hannover II | Waspo 98 Hannover II | SpVg Laatzen | Hellas 1899 Hildesheim | Poseidon Hamburg II | Hamburger Turnerbund von 1862 | HSG   |
| ----------------------------------------- | ----------------------------------------- | ------------------------ | -------------------- | ------------ | ---------------------- | ------------------- | ----------------------------- | ----- |
| 01.                                       | White Sharks Hannover II                  |                          | 17:90                | 9:7          | 17:70                  | [ N 1 ]             | 30:60                         | 28:20 |
| 02.                                       | Waspo 98 Hannover II                      | 12:13                    |                      | 10:80        | 14:50                  | 17:11               | 23:50                         | 27:30 |
| 03.                                       | SpVg Laatzen                              | 17:80                    | 17:60                |              | 16:60                  | 25:60               | 20:70                         | 19:60 |
| 04.                                       | Hellas 1899 Hildesheim                    | 8:8                      | 08:15                | 10:60        |                        | 9:6                 | 22:30                         | 19:50 |
| 05.                                       | Poseidon Hamburg II                       | 10:16                    | 10:13                | 11:11        | 08:10                  |                     | 18:70                         | 12:70 |
| 06.                                       | Hamburger Turnerbund von 1862             | 03:21                    | 03:16                | 03:20        | 02:21                  | 06:19               |                               | 14:90 |
| 07.                                       | HSG Warnemünde                            | 04:23                    | 05:22                | 03:15        | 8:5                    | 05:18               | 11:12                         |       |

1. ↑   White Sharks Hannover II – Poseidon Hamburg II; Wertung 2:0 Punkte und 10:0 Tore für Hannover

#### Abschlusstabelle (Play-off)
| Pl. | Verein                            | Sp. | S | U | N | Tore    | Diff. | Punkte |
| --- | --------------------------------- | --- | - | - | - | ------- | ----- | ------ |
| 1.  | SpVg Laatzen                      | 6   | 5 | 0 | 1 | 096:350 | +61   | 10:20  |
| 2.  | Hellas 1899 Hildesheim            | 6   | 4 | 0 | 2 | 083:400 | +43   | 08:40  |
| 3.  | Hamburger Turnerbund von 1862 (N) | 6   | 2 | 0 | 4 | 041:103 | −62   | 04:80  |
| 4.  | HSG Warnemünde                    | 6   | 1 | 0 | 5 | 042:840 | −42   | 02:10  |

(N) Aufsteiger aus der Oberliga

### Play-off-Endrunde

#### Halbfinale
Modus: Best-of-Three
Termine: 23. April 2017 (1. Spiel) und 29. April 2017 (2. Spiel)
Die erstgenannte Mannschaft hatte im 1. Spiel Heimrecht.
| Paarung                       | Paarung | Paarung                | 1.    | 2.    | 3.  |
| ----------------------------- | ------- | ---------------------- | ----- | ----- | --- |
| HSG Warnemünde                | –       | SpVg Laatzen           | 06:13 | 02:24 | ––– |
| Hamburger Turnerbund von 1862 | –       | Hellas 1899 Hildesheim | 01:14 | 05:23 | ––– |

#### Spiel um Platz 3
Modus: Best-of-Three
Termine: 14. Mai 2017 (Hamburg) und 11. Juni 2017 (Rostock)
| Paarung                       | Paarung | Paarung        | 1.  | 2.   | 3.  |
| ----------------------------- | ------- | -------------- | --- | ---- | --- |
| Hamburger Turnerbund von 1862 | –       | HSG Warnemünde | 5:9 | 9:11 | ––– |

#### Finale
Modus: Best-of-Three
Termine: 7. Mai 2017 (Hildesheim) und 12. Mai 2017 (Laatzen)<
| Paarung                | Paarung | Paarung      | 1.    | 2.   | 3.  |
| ---------------------- | ------- | ------------ | ----- | ---- | --- |
| Hellas 1899 Hildesheim | –       | SpVg Laatzen | 11:12 | 8:12 | ––– |

 Norddeutscher Meister 
  HSG Warnemünde zog seine Mannschaft nach der Saison in die Oberliga zurück

## Ost
Im Osten wurde der Meister im Modus „Jeder gegen Jeden“ in einer Hin- und einer Rückrunde ermittelt. Den Titel sicherte sich die Gastmannschaft von Stepp Praha. Nach den Durchführungsbestimmungen der Wasserball Landesgruppe Ost durften zwar Gastmannschaften Ostdeutscher Meister werden, aber nicht in die Deutsche Wasserball-Liga (DWL) aufsteigen. Der Teilnehmer am Aufstiegsturnier, ergab sich aus der Streichung der Ergebnisse aller Spiele der „Gastmannschaften“ und der Tabellenerste der so bereinigten Tabelle war dann für das Aufstiegsturnier zur DWL qualifiziert.

### Abschlusstabelle
| Pl. | Verein                     | Sp. | S  | U | N  | Tore    | Diff. | Punkte |
| --- | -------------------------- | --- | -- | - | -- | ------- | ----- | ------ |
| 1.  | Stepp Praha                | 18  | 16 | 1 | 1  | 224:129 | +95   | 33:30  |
| 2.  | SG Schöneberg Berlin       | 18  | 13 | 0 | 5  | 167:138 | +29   | 26:10  |
| 3.  | SV Zwickau 04              | 18  | 11 | 2 | 5  | 219:169 | +50   | 24:12  |
| 4.  | SGW Brandenburg (M)        | 18  | 10 | 2 | 6  | 213:163 | +50   | 22:14  |
| 5.  | SVV Plauen II              | 18  | 9  | 3 | 6  | 179:148 | +31   | 21:15  |
| 6.  | Wasserball-Union Magdeburg | 18  | 10 | 1 | 7  | 182:153 | +29   | 21:15  |
| 7.  | SGW Dresden                | 18  | 7  | 1 | 10 | 129:179 | −50   | 15:21  |
| 8.  | HSG TH Leipzig             | 18  | 5  | 1 | 12 | 170:215 | −45   | 11:25  |
| 9.  | SV Halle (N)               | 18  | 2  | 2 | 14 | 145:197 | −52   | 06:30  |
| 10. | SC Chemnitz 1892           | 18  | 0  | 1 | 17 | 104:241 | −137  | 01:35  |

 Ostdeutscher Meister 
 (M) Ostdeutscher Meister der Vorsaison 
 (N) Aufsteiger aus der Thüringen-Liga

### Kreuztabelle
Die Kreuztabelle stellt die Ergebnisse aller Spiele dieser Saison dar. Die Heimmannschaft ist in der linken Spalte aufgelistet und die Gastmannschaft in der obersten Reihe.
| Ost 22. Oktober 2016 – 25. Juni 2017 | Ost 22. Oktober 2016 – 25. Juni 2017 | Praha | SGS   | SV Zwickau 04 | BRB   | SVV Plauen II | Wasserball-Union Magdeburg | DD      | HSG TH Leipzig | SV Halle | SC Chemnitz 1892 |
| ------------------------------------ | ------------------------------------ | ----- | ----- | ------------- | ----- | ------------- | -------------------------- | ------- | -------------- | -------- | ---------------- |
| 01.                                  | Stepp Praha                          |       | 13:80 | 16:10         | 7:5   | 6:6           | 12:60                      | 21:90   | 15:10          | 14:20    | 18:50            |
| 02.                                  | SG Schöneberg Berlin                 | 9:2   |       | 10:80         | 11:50 | 8:4           | 13:60                      | 15:50   | 10:60          | 7:6      | 18:60            |
| 03.                                  | SV Zwickau 04                        | 12:13 | 12:70 |               | 12:11 | 12:90         | 15:80                      | 09:10   | 11:12          | 20:90    | 14:60            |
| 04.                                  | SGW Brandenburg                      | 7:9   | 11:70 | 11:11         |       | 11:50         | 10:11                      | 12:60   | 19:60          | 15:90    | 16:70            |
| 05.                                  | SVV Plauen II                        | 11:13 | 17:20 | 9:9           | 14:13 |               | 15:70                      | 12:70   | 17:70          | 8:7      | 8:4              |
| 06.                                  | Wasserball-Union Magdeburg           | 06:11 | 8:9   | 08:10         | 9:9   | 14:70         |                            | [ O 1 ] | 14:90          | 11:70    | 21:70            |
| 07.                                  | SGW Dresden                          | 3:9   | 8:6   | 09:12         | 7:9   | 9:7           | 4:8                        |         | 06:10          | 10:90    | 12:80            |
| 08.                                  | HSG TH Leipzig                       | 10:15 | 05:10 | 08:14         | 14:17 | 9:9           | 10:13                      | 8:9     |                | 11:10    | 12:50            |
| 09.                                  | SV Halle                             | 07:14 | 7:8   | 10:12         | 11:15 | 06:12         | 3:9                        | 6:6     | 14:11          |          | 14:60            |
| 10.                                  | SC Chemnitz 1892                     | 03:16 | 8:9   | 03:16         | 07:16 | 4:9           | 02:13                      | 07:12   | 14:90          | 8:8      |                  |

1. ↑   Wasserball-Union Magdeburg – SGW Dresden; Wertung 2:0 Punkte und 10:0 Tore für Magdeburg

### Abschlusstabelle (Aufstiegsturnier DWL)
In der bereinigten Tabelle, belegte der SV Zwickau 04 den ersten Platz und qualifizierte sich für das Aufstiegsturnier zur Deutschen Wasserball-Liga (DWL). In dieser belegten sie den dritten Rang und verpassten so den Aufstieg in die DWL.
| Pl. | Verein                     | Sp. | S  | U | N  | Tore    | Diff. | Punkte |
| --- | -------------------------- | --- | -- | - | -- | ------- | ----- | ------ |
| 1.  | SV Zwickau 04              | 16  | 11 | 2 | 3  | 197:140 | +57   | 24:80  |
| 2.  | SG Schöneberg Berlin       | 16  | 12 | 0 | 4  | 150:123 | +27   | 24:80  |
| 3.  | SGW Brandenburg (M)        | 16  | 10 | 2 | 4  | 201:147 | +54   | 22:10  |
| 4.  | Wasserball-Union Magdeburg | 16  | 10 | 1 | 5  | 170:130 | +40   | 21:11  |
| 5.  | SVV Plauen II              | 16  | 9  | 2 | 5  | 162:129 | +33   | 20:12  |
| 6.  | SGW Dresden                | 16  | 7  | 1 | 8  | 117:149 | −32   | 15:17  |
| 7.  | HSG TH Leipzig             | 16  | 5  | 1 | 10 | 150:185 | −35   | 11:21  |
| 8.  | SV Halle (N)               | 16  | 2  | 2 | 12 | 136:169 | −33   | 06:26  |
| 9.  | SC Chemnitz 1892           | 16  | 0  | 1 | 15 | 096:207 | −111  | 01:31  |

 Qualifikant für das Aufstiegsturnier zur DWL 
 (M) Ostdeutscher Meister der Vorsaison 
 (N) Aufsteiger aus der Thüringen-Liga

## West
Im Westen wurde der Meister im Modus „Jeder gegen Jeden“ in einer Hin- und einer Rückrunde ermittelt. Den Meistertitel sicherte sich die SGW Köln aufgrund der besseren Tordifferenz gegenüber Blau-Weiß Bochum. In der Aufstiegsrunde zur Deutschen Wasserball-Liga belegten sie den ersten Platz und kehrten nach vierjähriger Abwesenheit ins Oberhaus zurück. Absteiger aus der 2. Wasserball-Liga West gab es in dieser Saison nicht.

### Abschlusstabelle
| Pl. | Verein                     | Sp. | S  | U | N  | Tore    | Diff. | Punkte |
| --- | -------------------------- | --- | -- | - | -- | ------- | ----- | ------ |
| 1.  | SGW Köln                   | 18  | 15 | 0 | 3  | 232:114 | +118  | 30:60  |
| 2.  | Blau-Weiß Bochum           | 18  | 15 | 0 | 3  | 234:133 | +101  | 30:60  |
| 3.  | ASC Duisburg II (M)        | 18  | 13 | 0 | 5  | 247:149 | +98   | 26:10  |
| 4.  | SGW Solingen/Wuppertal     | 18  | 11 | 1 | 6  | 192:175 | +17   | 23:13  |
| 5.  | SV Krefeld 72 II           | 18  | 8  | 0 | 10 | 135:214 | −79   | 16:20  |
| 6.  | Düsseldorfer SC 1898       | 18  | 7  | 1 | 10 | 134:178 | −44   | 15:21  |
| 7.  | SV Lünen 08                | 18  | 7  | 0 | 11 | 182:190 | −8    | 14:22  |
| 8.  | SV Bayer Uerdingen 08 II   | 18  | 7  | 0 | 11 | 147:191 | −44   | 14:22  |
| 9.  | SGW Iserlohn (N)           | 18  | 4  | 0 | 14 | 119:195 | −76   | 08:28  |
| 10. | SGW Rote Erde/SV Brambauer | 18  | 2  | 0 | 16 | 144:227 | −83   | 04:32  |

 Westdeutscher Meister und Qualifikant für die Aufstiegsrunde zur DWL 
 (M) Westdeutscher Meister der Vorsaison 
 (N) Aufsteiger aus der Oberliga

### Kreuztabelle
Die Kreuztabelle stellt die Ergebnisse aller Spiele dieser Saison dar. Die Heimmannschaft ist in der linken Spalte aufgelistet und die Gastmannschaft in der obersten Reihe.
| West 15. November 2016 – 18. Juni 2017 | West 15. November 2016 – 18. Juni 2017 | Köln  | Blau-Weiß Bochum | ASC Duisburg II | SGW Solingen/Wuppertal | SV Krefeld 72 II | DSC   | SV Lünen 08 | SV Bayer Uerdingen 08 II | ISL   | SGW Rote Erde/SV Brambauer |
| -------------------------------------- | -------------------------------------- | ----- | ---------------- | --------------- | ---------------------- | ---------------- | ----- | ----------- | ------------------------ | ----- | -------------------------- |
| 01.                                    | SGW Köln                               |       | 12:90            | 9:6             | 12:60                  | [ W 1 ]          | 12:40 | 20:60       | 20:20                    | 24:40 | 11:30                      |
| 02.                                    | Blau-Weiß Bochum                       | 13:90 |                  | 18:11           | 13:80                  | 21:40            | 16:80 | 14:60       | [ W 2 ]                  | 10:12 | 11:60                      |
| 03.                                    | ASC Duisburg II                        | 11:80 | 14:80            |                 | 15:50                  | 18:80            | 16:40 | 18:12       | 20:80                    | 19:12 | 12:90                      |
| 04.                                    | SGW Solingen/Wuppertal                 | 09:16 | 06:10            | 9:8             |                        | 19:13            | 14:70 | 12:11       | 12:70                    | 11:30 | 20:40                      |
| 05.                                    | SV Krefeld 72 II                       | 9:7   | 07:20            | 07:14           | 12:11                  |                  | 8:4   | 13:12       | 11:60                    | 8:7   | 13:90                      |
| 06.                                    | Düsseldorfer SC 1898                   | 05:12 | 07:14            | 9:8             | 7:7                    | 7:1              |       | 8:5         | 10:90                    | 10:60 | 9:3                        |
| 07.                                    | SV Lünen 08                            | 08:11 | 09:10            | 6:7             | 12:13                  | 9:5              | 12:10 |             | 12:11                    | 16:80 | 20:90                      |
| 08.                                    | Bayer Uerdingen 08 II                  | 10:15 | 05:15            | 01:19           | 7:9                    | 8:3              | 16:60 | 8:4         |                          | 8:7   | 18:40                      |
| 09.                                    | SGW Iserlohn                           | 02:10 | 03:11            | 8:7             | 8:9                    | 09:10            | 9:7   | 05:12       | 3:9                      |       | 7:6                        |
| 10.                                    | SGW Rote Erde/SV Brambauer             | 07:14 | 06:11            | 08:24           | 10:12                  | 23:30            | 10:12 | 08:10       | 11:14                    | 8:6   |                            |

1. ↑   SGW Köln – SV Krefeld 72 II (13. Spieltag); Wertung 2:0 Punkte und 10:0 Tore für Köln
2. ↑   Blau-Weiß Bochum – Bayer Uerdingen 08 II (13. Spieltag); Wertung 2:0 Punkte und 10:0 Tore für Bochum; Uerdingen trat nicht an.

## Süd
Im Süden wurde der Meister im Modus „Jeder gegen Jeden“ in einer Hin- und einer Rückrunde ermittelt. Den Meistertitel sicherte sich der SV Weiden aufgrund der besseren Tordifferenz gegenüber der SG Stadtwerke München. Der SV Ludwigsburg 08 nahm als Tabellenfünfter das Teilnahmerecht an der Aufstiegsrunde zur Deutschen Wasserball-Liga war. In dieser belegten sie einen zweiten Platz und stiegen ins Oberhaus auf. WV Darmstadt 70 verlor das Relegationsspiel gegen den Oberligisten SV Bietigheim und stieg wie der 1. FCN Schwimmen in die Oberliga ab.

### Abschlusstabelle
| Pl. | Verein                     | Sp. | S  | U | N  | Tore    | Diff. | Punkte |
| --- | -------------------------- | --- | -- | - | -- | ------- | ----- | ------ |
| 1.  | SV Weiden (A)              | 22  | 18 | 4 | 0  | 355:148 | +207  | 40:40  |
| 2.  | SG Stadtwerke München      | 22  | 19 | 2 | 1  | 283:171 | +112  | 40:40  |
| 3.  | SGW Leimen/Mannheim        | 22  | 17 | 2 | 3  | 289:202 | +87   | 36:80  |
| 4.  | SC Wasserfreunde Fulda (A) | 22  | 14 | 1 | 7  | 273:203 | +70   | 29:15  |
| 5.  | SV Ludwigsburg 08          | 22  | 11 | 1 | 10 | 255:256 | −1    | 23:21  |
| 6.  | WSV Vorwärts Ludwigshafen  | 22  | 11 | 0 | 11 | 257:234 | +23   | 22:22  |
| 7.  | PSV Stuttgart (N)          | 22  | 10 | 1 | 11 | 245:251 | −6    | 21:23  |
| 8.  | Erster Frankfurter SC      | 22  | 8  | 0 | 14 | 184:248 | −64   | 16:28  |
| 9.  | 1. BSC Pforzheim           | 22  | 5  | 3 | 14 | 198:244 | −46   | 13:31  |
| 10. | VfB Friedberg              | 22  | 5  | 1 | 16 | 179:226 | −47   | 11:33  |
| 11. | WV Darmstadt 70            | 22  | 5  | 1 | 16 | 168:256 | −88   | 11:33  |
| 12. | 1. FCN Schwimmen (N)       | 22  | 1  | 0 | 21 | 143:390 | −247  | 02:42  |

 Süddeutscher Meister 
  Qualifikant für die Aufstiegsrunde zur DWL 
  Teilnehmer am Relegationsspiel 
  Absteiger in die Oberliga 
 (A) Absteiger aus der Deutschen Wasserball-Liga 
 (N) Aufsteiger aus der Oberliga Baden-Württemberg und Bayern

### Kreuztabelle
Die Kreuztabelle stellt die Ergebnisse aller Spiele dieser Saison dar. Die Heimmannschaft ist in der linken Spalte aufgelistet und die Gastmannschaft in der obersten Reihe.
| Süd 5. November 2016 – 25. Juni 2017 | Süd 5. November 2016 – 25. Juni 2017 | SVW   | SG Stadtwerke München |       | SC Wasserfreunde Fulda | SV Ludwigsburg 08 | WSV   | PSV   | Erster Frankfurter SC | PFO   | VfB Friedberg | WV Darmstadt 70 | 1. FCN Schwimmen |
| ------------------------------------ | ------------------------------------ | ----- | --------------------- | ----- | ---------------------- | ----------------- | ----- | ----- | --------------------- | ----- | ------------- | --------------- | ---------------- |
| 01.                                  | SV Weiden                            |       | 8:8                   | 12:60 | 7:7                    | 24:80             | 17:60 | 21:30 | 17:40                 | 17:40 | 19:60         | 20:20           | 21:40            |
| 02.                                  | SG Stadtwerke München                | 12:12 |                       | 12:14 | 13:80                  | 14:13             | 17:90 | 16:13 | 29:80                 | 6:5   | 10:70         | 15:40           | 22:50            |
| 03.                                  | SGW Leimen/Mannheim                  | 11:12 | 08:10                 |       | 17:12                  | 14:70             | 11:90 | 15:70 | 13:70                 | 15:90 | 11:11         | 16:10           | 16:90            |
| 04.                                  | SC Wasserfreunde Fulda               | 09:12 | 7:8                   | 08:11 |                        | 15:10             | 10:60 | 17:14 | 15:80                 | 12:80 | 9:4           | 12:50           | 20:20            |
| 05.                                  | SV Ludwigsburg 08                    | 13:13 | 8:9                   | 08:17 | 11:90                  |                   | 16:10 | 11:10 | 7:6                   | 16:12 | 11:80         | 12:80           | 18:70            |
| 06.                                  | WSV Vorwärts Ludwigshafen            | 08:12 | 6:8                   | 06:14 | 19:13                  | 18:12             |       | 11:17 | 16:90                 | 14:10 | 15:13         | 17:50           | 22:50            |
| 07.                                  | PSV Stuttgart                        | 06:15 | 10:11                 | 12:15 | 10:19                  | 12:11             | 5:8   |       | 9:8                   | 10:10 | 10:60         | 15:80           | 14:70            |
| 08.                                  | Erster Frankfurter SC                | 03:17 | 02:11                 | 08:12 | 13:15                  | 09:13             | 07:13 | 08:10 |                       | 11:90 | 15:40         | 7:6             | 12:70            |
| 09.                                  | 1. BSC Pforzheim                     | 08:20 | 6:9                   | 14:14 | 07:15                  | 8:7               | 06:11 | 11:13 | 8:9                   |       | 13:11         | 7:7             | 19:50            |
| 10.                                  | VfB Friedberg                        | 07:10 | 07:11                 | 7:9   | 6:7                    | 12:13             | 10:80 | 08:14 | 3:9                   | 5:6   |               | 8:4             | 11:20            |
| 11.                                  | WV Darmstadt 70                      | 07:26 | 05:10                 | 05:10 | 5:9                    | 10:80             | 8:7   | 10:90 | 08:11                 | 10:60 | 12:13         |                 | 19:60            |
| 12.                                  | 1. FCN Schwimmen                     | 06:23 | 06:21                 | 07:20 | 07:25                  | 11:22             | 09:18 | 05:22 | 07:10                 | 06:13 | 08:12         | 12:10           |                  |

### Relegationsspiel
Termin: 8. Juli 2017 in Würzburg
| Paarung         | Paarung | Paarung       | Ergebnis |
| --------------- | ------- | ------------- | -------- |
| WV Darmstadt 70 | –       | SV Bietigheim | 7:16     |

 Aufsteiger in die 2. Wasserball-Liga Süd 
  Absteiger in die Oberliga

## Aufstiegsrunde in Köln
In der Aufstiegsrunde zur Deutschen Wasserball-Liga (DWL), welche in Köln im Leistungszentrum Müngersdorf stattfand, trafen der Meister der Liga West (SGW Köln), der Fünfte aus dem Süden (SV Ludwigsburg 08) und der Dritte aus dem Osten (SV Zwickau 04) aufeinander. In dieser gelang Köln und Ludwigsburg der Aufstieg in die DWL.

### Spiele
| Datum                |               | Ergebnis |                   |
| -------------------- | ------------- | -------- | ----------------- |
| Sa 01.07., 10:30 Uhr | SGW Köln      | 015:70   | SV Ludwigsburg 08 |
| Sa 01.07., 14:15 Uhr | SV Zwickau 04 | 08:21    | SV Ludwigsburg 08 |
| Sa 01.07., 18:00 Uhr | SGW Köln      | 15:60    | SV Zwickau 04     |

### Abschlusstabelle
| Pl. | Verein            | Sp. | S | U | N | Tore    | Diff. | Punkte |
| --- | ----------------- | --- | - | - | - | ------- | ----- | ------ |
| 1.  | SGW Köln          | 2   | 2 | 0 | 0 | 030:130 | +17   | 04:0   |
| 2.  | SV Ludwigsburg 08 | 2   | 1 | 0 | 1 | 028:230 | +5    | 02:20  |
| 3.  | SV Zwickau 04     | 2   | 0 | 0 | 2 | 014:360 | −22   | 0:40   |

 Aufsteiger in die Deutsche Wasserball-Liga